# Carl'Alberto Perroux
Carl'Alberto Perroux lub Carlo Alberto (ur. 20 listopada 1905 w Modenie, zm. 20 sierpnia 1977) – włoski brydżysta, gracz i działacz, z zawodu prawnik. 
W latach 1952–1967 pełnił funkcję prezesa Włoskiej Federacji Brydżowej. 
Był również twórcą i kapitanem Blue Teamu w latach 1956-1966. 
W 1967 roku opuścił Włochy i przeniósł się do Brazylii, gdzie pomagał szkolić brydżystów brazylijskich.

## Dokonania brydżowe
Jako niegrający kapitan (NPC) Blue Teamu zdobył:
- 1 tytuły Mistrza Olimpijskiego na Olimpiadzie brydżowej w 1964 roku.
- 7 tytułów Mistrza Świata na Bermuda Bowl w latach: 1957, 1958, 1959, 1961, 1962, 1965, 1966.
- 4 tytuły Mistrza Europy w latach: 1956, 1957, 1958, 1959[1].

## Publikacje
- Il Blue Team nella storia del bridge, Carl'Alberto Perroux (U. Mursia & C., 1960) s. 254
- Il Blue Team nella storia del bridge nowe wydanie całkowicie zmienione i rozszerzone, Carl'Alberto Perroux (U. Mursia & C., 1973) s. 450